# Грос-Луков
Грос-Луков (нім. Groß Luckow) — громада в Німеччині, розташована в землі Мекленбург-Передня Померанія. Входить до складу району Передня Померанія-Грайфсвальд. Складова частина об'єднання громад Юкер-Рандов-Таль.
Площа — 8,85 км2. Населення становить 199 ос. (станом на 31 грудня 2020).

## Галерея

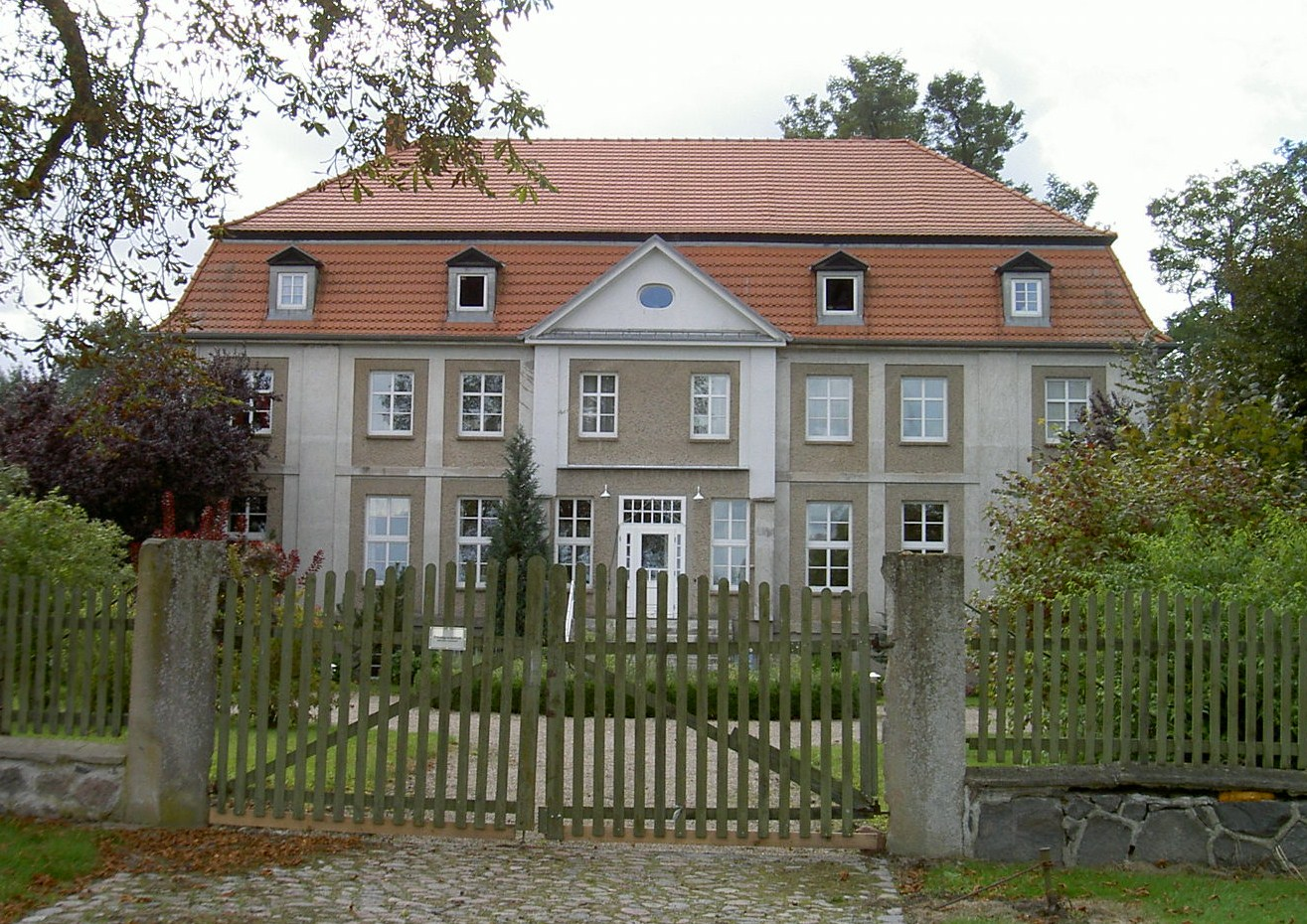